# 1984年の日本
1984年の日本（1984ねんのにほん）では、1984年（昭和59年）の日本の出来事・流行・世相などについてまとめる。

## 他の紀年法
日本では、西暦の他にも以下の紀年法を使用している。なお、以下の紀年法は西暦と月日が一致している。
- 元号
  - 昭和59年
- 神武天皇即位紀元
  - 皇紀2644年
- 干支
  - 甲子（きのえ ね）

## カレンダー
| 1月 |    |    |    |    |    |    |
| 日  | 月 | 火 | 水 | 木 | 金 | 土 |
| 1   | 2  | 3  | 4  | 5  | 6  | 7  |
| 8   | 9  | 10 | 11 | 12 | 13 | 14 |
| 15  | 16 | 17 | 18 | 19 | 20 | 21 |
| 22  | 23 | 24 | 25 | 26 | 27 | 28 |
| 29  | 30 | 31 |    |    |    |    |
|     |    |    |    |    |    |    |

| 2月 |    |    |    |    |    |    |
| 日  | 月 | 火 | 水 | 木 | 金 | 土 |
|     |    |    | 1  | 2  | 3  | 4  |
| 5   | 6  | 7  | 8  | 9  | 10 | 11 |
| 12  | 13 | 14 | 15 | 16 | 17 | 18 |
| 19  | 20 | 21 | 22 | 23 | 24 | 25 |
| 26  | 27 | 28 | 29 |    |    |    |
|     |    |    |    |    |    |    |

| 3月 |    |    |    |    |    |    |
| 日  | 月 | 火 | 水 | 木 | 金 | 土 |
|     |    |    |    | 1  | 2  | 3  |
| 4   | 5  | 6  | 7  | 8  | 9  | 10 |
| 11  | 12 | 13 | 14 | 15 | 16 | 17 |
| 18  | 19 | 20 | 21 | 22 | 23 | 24 |
| 25  | 26 | 27 | 28 | 29 | 30 | 31 |
|     |    |    |    |    |    |    |

| 4月 |    |    |    |    |    |    |
| 日  | 月 | 火 | 水 | 木 | 金 | 土 |
| 1   | 2  | 3  | 4  | 5  | 6  | 7  |
| 8   | 9  | 10 | 11 | 12 | 13 | 14 |
| 15  | 16 | 17 | 18 | 19 | 20 | 21 |
| 22  | 23 | 24 | 25 | 26 | 27 | 28 |
| 29  | 30 |    |    |    |    |    |
|     |    |    |    |    |    |    |

| 5月 |    |    |    |    |    |    |
| 日  | 月 | 火 | 水 | 木 | 金 | 土 |
|     |    | 1  | 2  | 3  | 4  | 5  |
| 6   | 7  | 8  | 9  | 10 | 11 | 12 |
| 13  | 14 | 15 | 16 | 17 | 18 | 19 |
| 20  | 21 | 22 | 23 | 24 | 25 | 26 |
| 27  | 28 | 29 | 30 | 31 |    |    |
|     |    |    |    |    |    |    |

| 6月 |    |    |    |    |    |    |
| 日  | 月 | 火 | 水 | 木 | 金 | 土 |
|     |    |    |    |    | 1  | 2  |
| 3   | 4  | 5  | 6  | 7  | 8  | 9  |
| 10  | 11 | 12 | 13 | 14 | 15 | 16 |
| 17  | 18 | 19 | 20 | 21 | 22 | 23 |
| 24  | 25 | 26 | 27 | 28 | 29 | 30 |
|     |    |    |    |    |    |    |

| 7月 |    |    |    |    |    |    |
| 日  | 月 | 火 | 水 | 木 | 金 | 土 |
| 1   | 2  | 3  | 4  | 5  | 6  | 7  |
| 8   | 9  | 10 | 11 | 12 | 13 | 14 |
| 15  | 16 | 17 | 18 | 19 | 20 | 21 |
| 22  | 23 | 24 | 25 | 26 | 27 | 28 |
| 29  | 30 | 31 |    |    |    |    |
|     |    |    |    |    |    |    |

| 8月 |    |    |    |    |    |    |
| 日  | 月 | 火 | 水 | 木 | 金 | 土 |
|     |    |    | 1  | 2  | 3  | 4  |
| 5   | 6  | 7  | 8  | 9  | 10 | 11 |
| 12  | 13 | 14 | 15 | 16 | 17 | 18 |
| 19  | 20 | 21 | 22 | 23 | 24 | 25 |
| 26  | 27 | 28 | 29 | 30 | 31 |    |
|     |    |    |    |    |    |    |

| 9月 |    |    |    |    |    |    |
| 日  | 月 | 火 | 水 | 木 | 金 | 土 |
|     |    |    |    |    |    | 1  |
| 2   | 3  | 4  | 5  | 6  | 7  | 8  |
| 9   | 10 | 11 | 12 | 13 | 14 | 15 |
| 16  | 17 | 18 | 19 | 20 | 21 | 22 |
| 23  | 24 | 25 | 26 | 27 | 28 | 29 |
| 30  |    |    |    |    |    |    |
|     |    |    |    |    |    |    |

| 10月 |    |    |    |    |    |    |
| 日   | 月 | 火 | 水 | 木 | 金 | 土 |
|      | 1  | 2  | 3  | 4  | 5  | 6  |
| 7    | 8  | 9  | 10 | 11 | 12 | 13 |
| 14   | 15 | 16 | 17 | 18 | 19 | 20 |
| 21   | 22 | 23 | 24 | 25 | 26 | 27 |
| 28   | 29 | 30 | 31 |    |    |    |
|      |    |    |    |    |    |    |

| 11月 |    |    |    |    |    |    |
| 日   | 月 | 火 | 水 | 木 | 金 | 土 |
|      |    |    |    | 1  | 2  | 3  |
| 4    | 5  | 6  | 7  | 8  | 9  | 10 |
| 11   | 12 | 13 | 14 | 15 | 16 | 17 |
| 18   | 19 | 20 | 21 | 22 | 23 | 24 |
| 25   | 26 | 27 | 28 | 29 | 30 |    |
|      |    |    |    |    |    |    |

| 12月 |    |    |    |    |    |    |
| 日   | 月 | 火 | 水 | 木 | 金 | 土 |
|      |    |    |    |    |    | 1  |
| 2    | 3  | 4  | 5  | 6  | 7  | 8  |
| 9    | 10 | 11 | 12 | 13 | 14 | 15 |
| 16   | 17 | 18 | 19 | 20 | 21 | 22 |
| 23   | 24 | 25 | 26 | 27 | 28 | 29 |
| 30   | 31 |    |    |    |    |    |
|      |    |    |    |    |    |    |

## 在職者
- 天皇: 裕仁
- 内閣総理大臣: 中曽根康弘（自由民主党）
- 内閣官房長官: 藤波孝生（自由民主党）
- 最高裁判所長官: 寺田治郎
- 衆議院議長: 福永健司（自由民主党）
- 参議院議長: 木村睦男（自由民主党）
- 国会: 第101回 (特別会, 1983年（昭和58年）12月26日-1984年8月8日)、第102回 (常会, 12月1日-1985年（昭和60年）6月25日)

## 世相
- オーストラリアからコアラ6頭が初上陸し、コアラブームを巻き起こした。
- 会員になれば億万長者を謳って大量の金を集めた、いわゆる投資ジャーナル事件が発覚。
- 禁煙パイポ発売。
- カラムーチョ発売（後の激辛ブームの火付け役）。
- エリマキトカゲがブームとなった（後節「#流行」も参照）。
- システム手帳（FILOFAX）日本上陸。
- 日本の平均寿命が男女とも世界一に。

### 1984年の流行語
本年より新語・流行語大賞が始まった。
第1回目となる同賞において新語部門は「オシンドローム」（米雑誌『タイム』）、流行語部門は「まるきん まるび」（渡辺和博）が金賞を受賞した（その他の受賞語は後節「#流行語」も参照）。

### 周年
- 8月1日 - 阪神甲子園球場完成60周年。

## できごと

### 1月
- 1月9日 - 日経平均株価が初めて10,000円の大台を突破[書籍 1][書籍 2]。終値10,053円81銭[書籍 2]。
- 1月13日 - 13日の金曜日、仏滅、三隣亡が重なった[Web 1]。
- 1月18日 - 福岡県三池郡高田町（現在のみやま市）の三井三池鉱業所の有明鉱坑内火災、一酸化炭素中毒で83人死亡[書籍 3][書籍 4]。
- 1月20日 - カシオ計算機が「データバンク　テレメモ10」を発売。
- 1月24日 - 宝酒造が「タカラ缶チューハイ」を発売。
- 1月26日 - 「週刊文春」にて、三浦和義のロス疑惑を追及する記事「疑惑の銃弾」が掲載[書籍 4]。これがきっかけでテレビ各局のワイドショーは連日ロス疑惑報道を大きく伝えることとなる。
- 1月31日 - 別府鉄道がこの日限りで廃止。

### 2月
- 2月1日 - 日本国有鉄道が貨物列車の大幅削減を伴うダイヤ改正実施。
- 2月4日 - 節分。この年より後は2021年まで37年間にわたり毎年2月3日が節分となっていた[Web 2]。
- 2月11日 - 熊本市の電話市外局番が「0963」から「096」へ変更。政令指定都市以外では初の3桁化[注 1]。
- 2月12日 - 植村直己がマッキンリー山（アメリカ・アラスカ州）の単独登頂に成功（翌日、下山途中で消息不明に）[書籍 3][書籍 5]。
- 2月13日 - 広島県福山市で泰州くん誘拐殺人事件発生。2月14日容疑者逮捕、2月15日遺体発見[書籍 6]。
- 2月14日 - 松本智津夫（麻原彰晃）が「オウム神仙の会」（後のオウム真理教）を設立。
- 2月16日 - 鐘紡が口紅「レディ80 バイオ口紅」を発売。

### 3月
- 3月4日 - 東京、大阪に続く国内3番目の国際女子マラソン大会、名古屋国際女子マラソンの第1回（厳密には前身の20kmロードレース時代から通算して第5回）が開催される。東海テレビによる全国ネット中継もこの時開始。
- 3月11日 - スタジオジブリのアニメ映画「風の谷のナウシカ」（宮崎駿監督）が公開。
- 3月12日 - 高松地方裁判所は財田川事件で再審無罪の判決[書籍 3][書籍 7]。
- 3月14日 - 栃木県宇都宮市の精神科病院「報徳会宇都宮病院」における、看護職員による患者への暴行致死事件など様々な問題が朝日新聞により報道される[書籍 8]。
- 3月17日 - 鹿児島交通枕崎線がこの日限りで廃止。
- 3月18日 - グリコ・森永事件（警察庁広域重要指定114号事件）: 江崎グリコ社長・江崎勝久が何者かに誘拐される[書籍 9][書籍 10]。3日後の21日に無事発見（一連の事件の発端、なお、一連の事件は2000年に未解決のまま時効に）[書籍 10]。
- 3月19日 - 住宅・都市整備公団千葉ニュータウン線が開業（現在の北総鉄道北総線の一部）。
- 3月23日 - 宝塚歌劇団によって「風と共に去りぬ」（第70期生の初舞台公演）が上演される。
- 3月26日 - 第56回選抜高等学校野球大会が阪神甲子園球場で開幕。
- 3月28日
  - 阪和自動車道の海南IC - 吉備IC間が開通。
  - 朝日麦酒の「三ツ矢サイダー」が発売100周年。
- 3月31日 - 日中線・相模線寒川支線（寒川駅 - 西寒川駅間）・赤谷線・魚沼線・清水港線がこの日限りで廃止。

### 4月
- 4月1日
  - 三陸鉄道が開業。国鉄の特定地方交通線から第三セクター鉄道に転換した初の鉄道[書籍 1][書籍 11]。
  - 東京芝浦電気、東芝へ社名変更。
  - 西日本銀行（現在の西日本シティ銀行）誕生（西日本相互銀行が高千穂相互銀行を吸収合併した上で、地方銀行に転換）。
- 4月3日 - 阪神武庫川線洲先駅 - 武庫川団地前駅間が開業。
- 4月4日
  - フジテレビの時代劇『銭形平次』（主演：大川橋蔵）がこの日の放送をもって18年、888回の放送に終止符。
  - 第56回選抜高等学校野球大会の決勝戦が阪神甲子園球場において行われ、東京都の岩倉高校が大阪府のPL学園を1-0で下し、大会初出場で初優勝。
- 4月6日 - 俳優・長谷川一夫が死去。
- 4月9日 - 東急田園都市線つきみ野駅 - 中央林間駅間が開業。
- 4月16日 - ダイハツ工業が「ラガー」を発売。
- 4月19日 - 長谷川一夫と植村直己に国民栄誉賞が贈られる[書籍 12]。
- 4月27日
  - 福岡市地下鉄2号線（現在の箱崎線）延長部（呉服町駅 - 馬出九大病院前駅間）が開業。
  - 読売新聞社（銀座）跡地にプランタン銀座が開業。

### 5月
- 5月1日 - 東洋工業、マツダへ社名変更。社名とブランドを統一。
- 5月5日
  - 近鉄バファローズの鈴木啓示が藤井寺球場で行われた対日本ハムファイターズ戦で勝利を挙げ史上6人目の通算300勝を記録する[書籍 13]。（これ以降NPBに300勝を達成した投手はいない）
  - 北海道夕張市の作業員宿舎で火災が発生し、宿舎内にいた6人と消火活動に当たった消防士1人が死亡。のちに保険金詐取目的の放火であることが発覚した。
  - 阪急六甲駅構内で、山陽の回送車両と阪急の特急車両の衝突事故。
- 5月10日 - グリコ・森永事件: 江崎グリコ社長を誘拐したとされる犯人グループが、グリコ製品に毒物を混入したとされる脅迫状が報道機関に送られ、店頭からグリコ製品が撤去される[書籍 14]。
- 5月12日 - NHKが衛星放送を開始[書籍 15]。
- 5月13日 - 「おとぎ列車」の愛称があった西武山口線がこの日限りで休止（翌1985年に新交通システムとして再開業）。
- 5月14日 - トヨタ自動車がSUV「ハイラックスサーフ」を発売（同時に「カリーナ」FFが登場。11月には「ランクル 70系ワゴン」発売）。
- 5月20日 - 大相撲で初の外国人力士、高見山が現役引退、年寄12代東関を襲名[書籍 15]。
- 5月24日 - 東京都葛飾区の水元公園でバイクに乗った高校生が道路に張られたロープに首を引っ掛け転倒し死亡する[書籍 16]。暴走族を嫌う者の犯行とみられるが犯人は現在に至るまで逮捕されていない。

### 6月
- 6月1日 - 第二電電（現在のKDDI）設立。
- 6月11日 - トヨタ自動車が日本初のミッドシップエンジン型市販車「MR2」を発売。
- 6月16日 - 埼玉県入間市の入間市民会館でTBSの人気番組「8時だョ!全員集合」の公開生放送中に停電。放送開始後9分間、会場が真っ暗なまま生中継され、その後はタイムスケジュールを変更したり一部のコントをカットしたりしつつ終了時刻まで放送した。
- 6月24日 - フジテレビの「オールスター家族対抗歌合戦」司会の萩本欽一が降板（後任は小川宏）。
- 6月26日
  - 熊本名産の辛子蓮根がボツリヌス菌に感染したことによる食中毒発生。最終的に7月19日までに11名もの死者を出した[書籍 17]。
  - グリコ・森永事件: 江崎グリコの脅迫犯とかたる犯人グループが同社に終結宣言[書籍 17]。

### 7月
- 7月1日 - 花王石鹸が紙おむつ「メリーズ」を発売。
- 7月11日 - 松山事件の再審が仙台地裁で開かれ、肉屋店員の男性に無罪が言い渡される[書籍 9][書籍 18]。
- 7月25日 - 1959年より行われた朝鮮総連による北朝鮮への帰還事業がこの日をもって終了。配偶者ら少なくとも6,839人の日本人を含む総勢93,340名が北朝鮮に渡った。
- 7月31日 - 兵庫県明石市で、市内で発生した強盗事件を取材していた毎日新聞社のヘリコプターと朝日放送のヘリコプターが接触し墜落。朝日放送機の乗員3名が死亡[書籍 19]、毎日新聞機の乗員3名が負傷[1]。

### 8月
- 8月1日
  - 花王石鹸が「ビオレU」を発売。
  - AMDA設立[2]。
- 8月8日 - 阪神甲子園球場で第66回全国高等学校野球選手権大会が開幕。
- 8月10日 - 日本専売公社の事業継承を目的とした専売改革関連法（たばこ事業法・日本たばこ産業株式会社法）が公布され、1985年4月1日に民営化されることが決定される[書籍 20]。
- 8月21日
  - 臨時教育審議会が設置される。
  - 第66回全国高等学校野球選手権大会の決勝戦が甲子園球場において13時3分より行われ、木内幸男監督率いる取手二高（茨城）が前年度優勝のPL学園（大阪）を延長10回8-4で破り、大会初優勝。
- 8月24日
  - トヨタ自動車が製造業で初の5兆円企業（売上高）となる。
  - 警視庁、投資ジャーナル社（中江滋樹代表）を無免許営業で捜索[書籍 9][書籍 21]。

### 9月
- 9月1日 - 沖縄県の極東放送がエフエム沖縄に社名を変更、中波局からFM局に転換。
- 9月2日 - 大阪市東区の大阪法務局大阪第二法務合同庁舎に向けて過激派が火炎瓶を発射。死傷者なし。
- 9月3日 - 東京国立近代美術館フィルムセンターが焼け、多数の映画フィルムが焼失[書籍 22]。
- 9月4日 - 京都・大阪連続強盗殺人事件（警察庁広域重要指定115号事件）[書籍 22]：京都府京都市北区の船岡山公園で、京都府警察の男性巡査（当時30歳：西陣警察署十二坊派出所配属）が、同派出所にかつて務めていた元巡査部長の廣田雅晴（1978年に拳銃強盗事件を起こして懲戒免職）によって殺害され、拳銃を奪われる。廣田は同事件から約3時間後、その拳銃を持って大阪府大阪市都島区の消費者金融店に押し入り、男性従業員（当時23歳）を射殺して現金60万円を奪う事件を起こした[3]。廣田は1998年（平成10年）に死刑判決が確定している[4]。
- 9月5日 - 後楽園スタヂアムは後楽園球場の代替として日本初のドーム球場を建設する「エアドーム計画」を発表[書籍 23]（1988年に東京ドームとして完成）。
- 9月6日
  - 全斗煥大統領、現職の韓国大統領として初来日[書籍 24][書籍 23]。
  - 名古屋市営地下鉄鶴舞線庄内緑地公園駅 - 浄心駅間が開業。
- 9月12日 - グリコ・森永事件: 森永製菓に脅迫状[書籍 25]。9月25日、“かい人21面相”と名乗る人物から報道機関に挑戦状。グリコ事件と同一犯と断定。
- 9月13日 - 『キャプテン』や『プレイボール』で知られる漫画家のちばあきおが自殺。
- 9月14日 - 長野県王滝村を震源とするマグニチュード6.8、最大震度6（推定）の地震が発生。同村で29人が死亡、10人が負傷。
- 9月19日 - 東京・永田町の自民党本部が放火炎上[書籍 24][書籍 26]。
- 9月21日 - サンウエーブ工業が「サンヴァリエ」を発売。
- 9月23日
  - この日開催の大相撲秋場所千秋楽（幕内最高優勝：多賀竜、平幕の優勝は1976年秋場所の魁傑以来8年ぶり）を以て、蔵前国技館が仮設時代を含め35年の歴史に幕を下ろす[書籍 25]。翌1985年の初場所から現在の両国国技館に移行。
  - 阪急が藤井寺球場の対近鉄戦で勝利し、6年ぶり10度目のパ・リーグ優勝を決める。これが阪急としての最後のリーグ優勝となる。
- 9月28日 - 日本コカ・コーラ、缶コーヒー「ジョージア」の商標登録を特許庁に申請するものの却下される（ジョージア事件の項目も参照）。

### 10月
- 10月1日
  - 住友製薬発足。住友化学と稲畑産業の医薬品事業を継承。
  - 特定地方交通線の神岡線が第三セクター鉄道の神岡鉄道に転換され、神岡鉄道神岡線となる。
  - 国鉄奈良線（関西本線木津駅 - 奈良駅間を含む）および和歌山線、紀勢本線和歌山駅 - 和歌山市駅間が電化され、奈良県内すべての鉄道路線が電化路線となる。
- 10月4日 - 広島が横浜スタジアムの対大洋戦で勝利し、4年ぶりのセ・リーグ優勝決める。
- 10月6日
  - 日劇・旧朝日新聞東京本社跡地に建設の有楽町マリオンが全面完成[書籍 27]。
  - 特定地方交通線の樽見線が第三セクター鉄道の樽見鉄道に転換され、樽見鉄道樽見線となる。
- 10月7日 - “かい人21面相”から森永製菓の製品に青酸混入予告の脅迫状が報道機関に送られる。京阪神で「どくいり きけん」と書かれた紙が貼り付けられた森永製品10個を発見[書籍 28]。
- 10月9日 - ロサンゼルスオリンピックの柔道無差別級で金メダルを獲得した山下泰裕に国民栄誉賞が贈られる。
- 10月11日 - コジローの4コマ漫画「いも虫ランド」がスポーツニッポン東京本社版で連載開始（大阪本社版は1986年4月1日から連載開始）。
- 10月3日 - トヨタ自動車が「カローラFX」を発売。
- 10月19日 - 山陽本線西明石駅構内で、上り寝台特急「富士」の客車がプラットホームに衝突、脱線する事故が発生[書籍 29]。
- 10月22日
  - 広島が日本選手権シリーズで阪急を4勝3敗で下し4年ぶりの日本一。
  - テレビ朝日系列で放送していた「西部警察」が最終回を迎える。(最終回は月曜放送）

### 11月
- 11月1日
  - 日本で新紙幣（D号券）発行[書籍 24]。肖像画は、1万円札が福澤諭吉、5千円札が新渡戸稲造、千円札が夏目漱石[書籍 30]。
  - 第2次中曽根改造内閣発足[書籍 24][書籍 30]。新自由クラブからは山口敏夫幹事長が労働大臣として入閣。
  - 黒石線が弘南鉄道に転換され弘南鉄道黒石線となる。
  - 大阪産業大学付属高校同級生殺害事件。加害者の少年らは被害者に公然猥褻の強要を含むいじめを加えていた。
- 11月7日 - グリコ・森永事件: “かい人21面相”ことグリコ・森永脅迫犯がハウス食品にも脅迫。
- 11月9日 - 講談社から写真週刊誌「フライデー」創刊。新潮社の「FOCUS」と共に“FF戦争”が始まる。
- 11月11日
  - シンボリルドルフが菊花賞を勝ち、2年連続、日本競馬史上4頭めの三冠馬となる（無敗の三冠馬は史上初）。
  - 東宝、日比谷映画街再開発計画発表。
- 11月16日 - 東京都世田谷区の通信ケーブル火災で電話などがマヒ[書籍 9][書籍 31]。
- 11月17日 - 南海天王寺支線の天下茶屋駅 - 今池町駅間がこの日限りで廃止。
- 11月23日 - 旧暦で閏10月（12月21日まで）が出現した（前回は1870年、次回は2166年）。
- 11月30日
  - 日本石油・三菱石油が業務提携を発表。石油業界再編のきっかけとなる。
  - 日本電信電話公社がキャプテンシステムのサービスを開始[書籍 32]。
  - 特定地方交通線の高砂線・宮原線・妻線がこの日限りで廃止。

### 12月
- 12月6日 - 財団法人証券保管振替機構、発足。
- 12月7日
  - 俳優の大川橋蔵が死去。長谷川一夫に続く「平次親分」の訃報は全国の時代劇ファンへの悲報に。
  - マハラジャ麻布十番店がオープン。その後全国展開して高級ディスコブームとなる。
- 12月19日 - トルコ人留学生からの訴えが発端となり、トルコ風呂がソープランドに改称[書籍 33]。
- 12月20日 - 電電公社民営化法案成立[書籍 24][書籍 34]。
- 12月24日 - 多摩川で解体中の旧六郷橋橋桁が落下、4名死亡。
- 12月29日 - 岡山臨港鉄道がこの日限りで廃止。
- 12月31日 - 第35回NHK紅白歌合戦が放送。総合司会の生方恵一（当時NHKアナウンサー）が都はるみを「ミソラ」と間違えたことが話題となった。

## 社会

### 政治
- 7月1日 - 行政管理庁を解体し、総理府の一部と統合した新たな官庁として総務庁が発足[5]

## 天候・天災・観測等

### 冬季
今冬（前年12月 - 2月）は強い寒気団が居座り、平年を7 - 8度も下回り観測史上有数の寒冬となった。また、南岸低気圧の通過により東京でも度々積雪に見舞われた。日本海側でも記録的な豪雪が続き、五九豪雪（昭和59年豪雪）とマスコミから報道された。極度の低温傾向は前年11月から継続する形となった。
- 1月19日 - 九州から関東の太平洋側各地で15年ぶりの大雪

### 春季
前年末からの低温傾向が5月頃まで続く寒春となり、それに伴って桜前線の北上も観測史上有数の遅さとなった。福岡県から東の標本木所在地の大部分が桜開花の最晩日をこの年に記録している。

### 夏季
今夏はラニーニャ現象の影響を受け奄美沖縄を除き平年を上回る猛暑となり、この年は1年を通して台風が1つも上陸しなかったため、西日本を中心に水不足となった。

### 秋季
- 9月14日 - 長野県西部地震

## 文化と芸術

### 流行

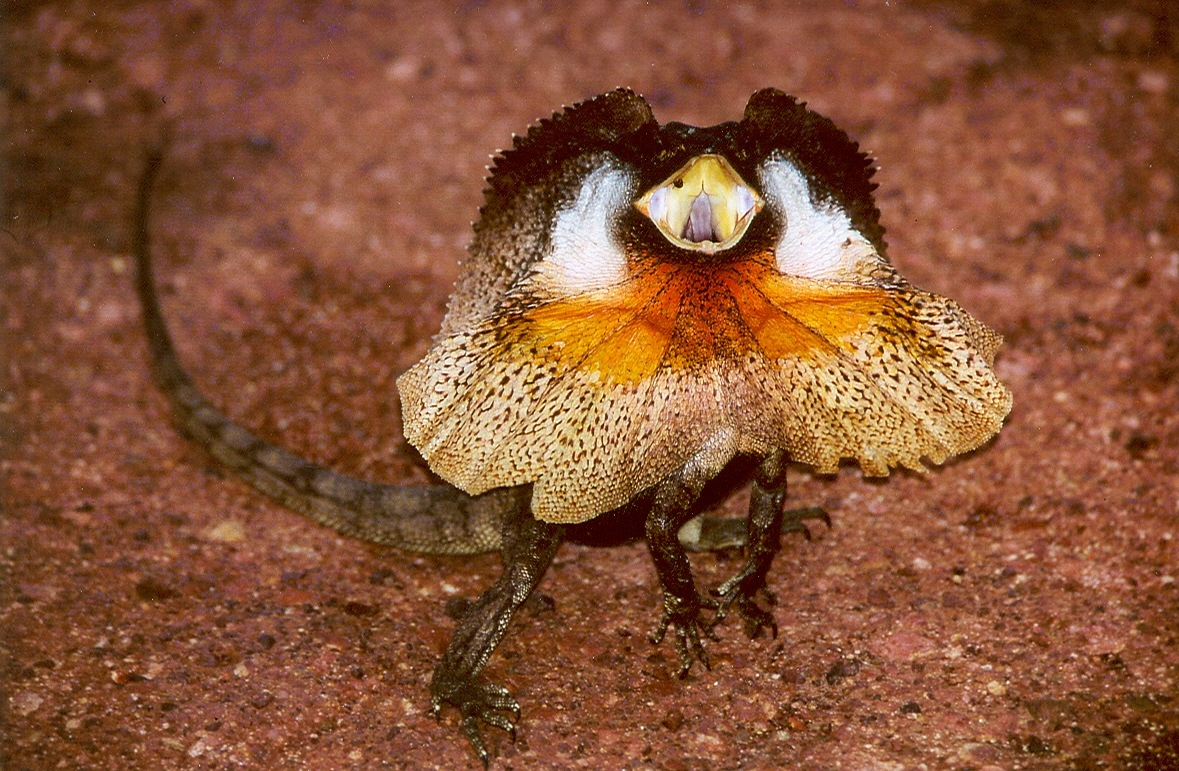
エリマキトカゲ

- エリマキトカゲ大流行、三菱自動車ミラージュのコマーシャル（CM）で大ブレークとなった。しかし肝心の商品（自動車）が売れず、CMが流行れば商品も売れるという常識が崩れた。

#### 流行語
- 第1回新語・流行語大賞を表彰
  - 新語部門
    - 金賞:「オシンドローム」（米雑誌『タイム』）
    - 銀賞:「鈴虫発言」（当時首相・中曽根康弘）、銅賞:「スキゾ・パラノ」（浅田彰）
    - 特別賞:「特殊浴場」

  - 流行語部門 - 「まるきん まるび」（渡辺和博著『金魂巻』）
    - 銀賞:「くれない族」（TBS『くれない族の反乱』）
    - 銅賞:「疑惑」（『週刊文春』）
    - 特別賞:「千円パック」（森永製菓）
    - 大衆賞:「す・ご・い・で・す・ネッ」（所ジョージ）、「教官！」（TBS『スチュワーデス物語』）

### 建築
竣工
解体

### 出版
ベストセラー
- ホイチョイ・プロダクションズ『見栄講座』
- 板東英二『プロ野球知らなきゃ損する』
- 渡辺淳一『愛のごとく』
- 赤川次郎『三家猫ホームズのびっくり箱』
- 宮尾登美子『天璋院篤姫』
- 中島みゆき『伝われ 愛』
- 渡辺和博・タラコプロダクション『金魂巻』

#### 文学
- 芥川賞
  - 第91回（1984年上半期） - 該当作品なし
  - 第92回（1984年下半期） - 木崎さと子 『青桐』
- 直木賞
  - 第91回（1984年上半期） - 連城三紀彦『恋文』、難波利三『てんのじ村』
  - 第92回（1984年下半期） - 該当作品なし
- 江戸川乱歩賞
  - 第30回 - 鳥井加南子『天女の末裔』

### 音楽
- わらべ「もしも明日が…。」
- 五木ひろし「長良川艶歌」
- 芦屋雁之助「娘よ」
- チェッカーズ「涙のリクエスト」「哀しくてジェラシー」「星屑のステージ」「ジュリアに傷心」
- 中森明菜「北ウイング」「サザン・ウインド」「十戒 (1984)」「飾りじゃないのよ涙は」
- 松田聖子 「Rock'n Rouge」「時間の国のアリス」「ピンクのモーツァルト」「ハートのイアリング」
- 吉川晃司「モニカ」「サヨナラは八月のララバイ」「ラ・ヴィアンローズ」
- 薬師丸ひろ子「メイン・テーマ」「Woman "Wの悲劇"より」
- 一世風靡セピア「前略、道の上より」
- サザンオールスターズ「ミス・ブランニュー・デイ」
- オフコース「君が、嘘を、ついた」
- 杏里「悲しみがとまらない」「気ままにREFLECTION」
- 中原めいこ「君たちキウイ・パパイア・マンゴーだね。」
- 原田知世「愛情物語」「天国に一番近い島」
- 石川優子とチャゲ「ふたりの愛ランド」
- 杉山清貴&オメガトライブ「君のハートはマリンブルー」
- 渡辺典子「晴れ、ときどき殺人」「いつか誰かが･･･」
- 小泉今日子「ヤマトナデシコ七変化」「渚のはいから人魚」「迷宮のアンドローラ」
- 小林麻美「雨音はショパンの調べ」
- 郷ひろみ「2億4千万の瞳」
- 田原俊彦「チャールストンにはまだ早い」「騎士道」
- 近藤真彦「一番野郎」「ケジメなさい」
- THE GOOD-BYE「YOU惑-MAY惑」「にくめないのがニクイのサ」
- MIE「NEVER」
- 倉沢淳美「プロフィール」
- 香坂みゆき「ニュアンスしましょ」
- 木村友衛/細川たかし（競作）「浪花節だよ人生は」
- テレサ・テン「つぐない」
- 小川知子・谷村新司「忘れていいの（愛の幕切れ）」
- 谷村新司「22歳」
- 髙橋真梨子「桃色吐息」
- 高田みづえ/原大輔（競作）「秋冬」
- 松本伊代「時に愛は」
- 西城秀樹「抱きしめてジルバ -Careless Whisper-」
- 堀ちえみ「東京Sugar Town」「クレイジーラブ/愛のランナー」
- SALLY「バージンブルー」
- 鮎川麻弥「風のノー・リプライ」
- THE ALFEE「星空のディスタンス」「STARSHIP（光を求めて）」「恋人達のペイヴメント」
- スターダスト・レビュー「夢伝説」
- 舘ひろし「泣かないで」
- 安全地帯「ワインレッドの心」「恋の予感」
- 井上陽水「いっそセレナーデ」
- 小林幸子・美樹克彦「もしかしてPart2」
- 渥美二郎「釜山港へ帰れ」
- 森進一「北の螢」
- 都はるみ「夫婦坂」
- 戸川純「玉姫様」

### 演劇
歌舞伎
宝塚歌劇団

### 映画
- ゴジラ
- さよならジュピター（小松左京原作、制作、総監督）

### テレビ
ドラマ
- NHK大河ドラマ『山河燃ゆ』
- NHK朝の連続テレビ小説
  - 4月期『ロマンス』
  - 10月期『心はいつもラムネ色』
- うちの子にかぎって…（TBS系）
- 不良少女とよばれて（TBS系）
- スクール☆ウォーズ（TBS系）
- オレゴンから愛（フジテレビ系）
- 私鉄沿線97分署（テレビ朝日系）

報道・バラエティなど諸分野
- FNNスーパータイム（フジテレビ系、キャスター：逸見政孝・幸田シャーミン。現FNNスーパーニュース）
- ライオンのいただきます（フジテレビ系、司会：小堺一機。のちのライオンのごきげんよう）

#### 特撮
- 星雲仮面マシンマン（日本テレビ系）
- 超電子バイオマン（テレビ朝日系）
- 宇宙刑事シャイダー（テレビ朝日系）
- どきんちょ!ネムリン（フジテレビ系）

#### コマーシャル
| キャッチフレーズなど                   | 商品名など                        | メーカーなど     | 出演者                                       | 音楽                           |
| -------------------------------------- | --------------------------------- | ---------------- | -------------------------------------------- | ------------------------------ |
| 道は、星の数。                         | ミラージュ                        | 三菱自動車       | エリマキトカゲ                               | ONアソシエイツ音楽出版         |
| もう一度、ラブコール。                 | ナショナルラブコール （ラジカセ） | 松下電器         | 荻野目慶子                                   | -                              |
| タンタンタモリのマホービン♪            | ジャーポット                      | 象印マホービン   | タモリ・子タモリ                             | -                              |
| スーしませう                           | 白仁丹                            | 森下仁丹         | ビートたけし                                 | -                              |
| ガンバレガンバレ玄さん                 | ガンバレ玄さん                    | キッコーマン     | 間下このみ                                   | 瀬尾一三                       |
| ちゃっぷい、ちゃっぷい、どんとぽっちぃ | キンチョーどんと                  | 大日本除虫菊     | 桂文珍・西川のりお                           | -                              |
| ハエ・カ退治にキンチョール!            | キンチョール                      | 大日本除虫菊     | 郷ひろみ・藤田元司                           | -                              |
| ほんまかいな、そうかいな               | キンチョーマット                  | 大日本除虫菊     | 掛布雅之・西川のりお・たこ八郎               | -                              |
| いかにも一般大衆が喜びそうな…          | サントリー樽生                    | サントリー       | レオナルド熊・高見知佳・藤島利彰             | -                              |
| どっちから見てもへんな形               | キリンビアシャトル                | キリンビール     | 丹波哲郎・ジャイアント馬場                   | -                              |
| トンカツ食べたい!                      | カゴメソース                      | カゴメ           | 東京ぼん太                                   | のこいのこ                     |
| 私は、コレで会社を辞めました           | 禁煙パイポ                        | アルマン         | 手塚さん・古林さん・江見さん                 | -                              |
| お湯をかける少女                       | 303（ラーメン）                   | ハウス食品       | 工藤夕貴                                     | -                              |
| 乾きにオサラバ                         | メッツ                            | キリンビバレッジ | -                                            | -                              |
| これは、もう、かっとび                 | スターレット                      | トヨタ自動車     | バスター・キートン                           | 古賀政男（曲）、藤山一郎（歌） |
| 好きよ、ダイスケくん                   | ジョア                            | ヤクルト         | 荒木大輔（当時ヤクルト投手）・ソフトクリーム | ソフトクリーム                 |
| 僕、洗髪。僕、抑え。                   | ミカロンコーワ                    | 興和             | 小松辰雄・牛島和彦（共に当時中日投手）       | -                              |
| ピッカピカの一年生                     | 小学一年生                        | 小学館           | 各地の小学一年生になる子供たち               | -                              |
| ♪ちぃらしぃ〜                          | すし太郎                          | 永谷園           | 北島三郎                                     | 北島三郎                       |
| 「も〜酒」「やめますか?」              | パンシロン液                      | ロート製薬       | 加藤茶・志村けん                             | -                              |

- この他にも、グリコ・森永事件の影響で江崎グリコと森永製菓が製品の販売及びCM放映を自粛していたが、森永製菓はこの年の12月から1985年春頃まで、全国からの励ましに感謝の意をこめ「エンゼルはいつでも」の歌にのせた特別版のCMを放映した。（→森永製菓#ブランドCM・エンゼルの歌も参照）

### アニメ
アニメーション映画
- 2月11日 - 『うる星やつら2 ビューティフル・ドリーマー』（監督：押井守）
- 3月11日 - 『風の谷のナウシカ』（監督：宮崎駿）

テレビアニメ
- 1月7日 - OKAWARI-BOY スターザンS放送開始
- 1月8日 - 牧場の少女カトリ放送開始
- 2月3日 - 超攻速ガルビオン放送開始
- 2月4日 - 重戦機エルガイム放送開始
- 2月7日 - 夢戦士ウイングマン放映開始
- 3月3日 - とんがり帽子のメモル放送開始
- 3月3日 - ルパン三世 PARTIII放映開始
- 3月4日 - ビデオ戦士レザリオン放送開始
- 3月18日 - Gu-Guガンモ放映開始
- 4月3日 - オヨネコぶーにゃん放送開始
- 4月5日 - 巨神ゴーグ放送開始
- 4月5日 - らんぽう放送開始
- 4月9日 - チックンタックン放送開始
- 4月9日 - ガラスの仮面放送開始
- 4月13日 - アタッカーYOU!放送開始
- 4月15日 - ゴッドマジンガー放送開始
- 4月15日 - 超時空騎団サザンクロス放送開始
- 7月6日 - 魔法の妖精ペルシャ放送開始
- 7月7日 - ふしぎなコアラブリンキー放送開始
- 9月1日 - よろしくメカドック放送開始
- 9月27日 - ふたり鷹放送開始
- 10月4日 - 北斗の拳放映開始
- 10月5日 - 機甲界ガリアン放送開始
- 10月6日 - 超力ロボ ガラット放送開始
- 10月6日 - あした天気になあれ放送開始
- 10月6日 - レンズマン放送開始
- 10月7日 - 星銃士ビスマルク放送開始
- 11月6日 - 名探偵ホームズ放送開始

OVA

### ゲーム

#### コンピューターゲーム
アーケードゲーム
- 11月8日 - アーケードゲーム『ゼビウス』のファミコン移植版が発売。

テレビゲーム
- 1月14日 - ファミコン用ソフト『テニス』発売。
- 5月1日 - ファミコン用ソフト『ゴルフ』発売。
- 7月20日 - ファミコン用ソフト『ロードランナー』発売。
- 11月2日 - ファミコン用ソフト『F1レース』『4人打ち麻雀』発売。
- 11月30日 - ファミコン用ソフト『エキサイトバイク』発売。

携帯型ゲーム

## スポーツ

### 総合競技大会
- 第39回国民体育大会 (わかくさ国体)

#### オリンピック・パラリンピック
冬季大会
冬季オリンピックがユーゴスラビア（現・ボスニア・ヘルツェゴビナ）のサラエボで、冬季パラリンピックがオーストリアのインスブルックで開催された。日本からも多数のアスリートが出場している。
- 第14回冬季オリンピック（サラエボ）

- 第3回冬季パラリンピック（インスブルック） - 次回大会（1988年）も同一都市での開催となる。

夏季大会
夏季オリンピックがアメリカ合衆国のロサンゼルスで、夏季パラリンピックがアメリカ合衆国のニューヨークとイギリスのストーク・マンデヴィル（2都市）で開催された。日本からも多数のアスリートが出場している。
なお、前回の夏季モスクワ大会（1980年）で西側諸国がボイコットした報復として、今ロサンゼルス大会では東側諸国が集団ボイコット（不参加）を行っている。
- 第23回夏季オリンピック（ロサンゼルス）

- 第7回夏季パラリンピック（ニューヨーク・ストークマンデビル）（大会時名称: 第7回世界車椅子競技大会）

### 各競技

#### 野球
プロ野球
- セントラル・リーグ優勝 広島東洋カープ
- パシフィック・リーグ優勝 阪急ブレーブス
- 日本シリーズ優勝 広島東洋カープ（4勝3敗）
- ブーマー・ウェルズ（阪急）が外国人選手初の三冠王に輝く。

高校野球
- 春優勝 岩倉高等学校（東京都）
- 夏優勝 取手二（茨城県）

#### 相撲
大相撲
- ハワイ出身力士、高見山が引退。
幕内最高優勝
  - 初場所 隆の里俊英
  - 春場所 若嶋津六夫
  - 夏場所 北の湖敏満
  - 名古屋 若嶋津六夫
  - 秋場所 多賀竜昇司（蔵前国技館最後の本場所）
  - 九州場所 千代の富士貢

#### 競馬
中央競馬
- シンボリルドルフ号が日本競馬史上4頭目の三冠馬に。尚且つデビュー以来負け知らずの無敗での三冠馬誕生に。

#### プロレス
- プロレス大賞MVP ジャンボ鶴田（全日本プロレス）
- 世界最強タッグ決定リーグ戦優勝ジャンボ鶴田&天龍源一郎（鶴龍コンビ）組（1回目）
- 第2回IWGPリーグ戦優勝アントニオ猪木（初優勝）（決勝戦でハルク・ホーガンをリングアウトで下して初優勝を飾る）
2度に及ぶ延長戦、長州力の乱入による決着に納得できない観客の不満が、暴動寸前状態にまで発展した。

#### モータースポーツ
- 全日本F2 中嶋悟
- 鈴鹿F2 中嶋悟
- 富士GC 星野一義
- 全日本耐久選手権 長坂尚樹
- 世界耐久選手権・日本大会 ベロフ/ワトソン組ポルシェ956優勝
- 全日本ロードレース選手権
  - 500cc 平忠彦
  - TT-F1 八代俊二

## 誕生

### 1月
- 1月1日 - 朝井秀樹、元プロ野球選手
- 1月2日 - 菊池亜衣、歌手
- 1月2日 - 前川梓、小説家
- 1月2日 - 渡邊佐和子、NHKアナウンサー
- 1月4日 - 岡田マリア、ラジオDJ、ファッションモデル
- 1月5日 - 長澤奈央、女優
- 1月6日 - 中澤章吾、お笑い芸人（かたつむり）
- 1月7日 - KAT、シンガーソングライター
- 1月7日 - 一戸恵梨子、タレント
- 1月8日 - 松井えり菜、画家
- 1月9日 - 石島雄介、バレーボール選手
- 1月9日 - 金田美香、女優、タレント
- 1月10日 - 丸山穂高、政治家
- 1月11日 - 大河内美紗、歌手（元SDN48）
- 1月13日 - 平山あや、女優
- 1月13日 - 山本翔、プロ野球選手
- 1月14日 - YAMATO、ミュージシャン（ORANGE RANGE）
- 1月14日 - 松尾依里佳、ヴァイオリニスト・タレント
- 1月15日 - 繁田美貴、テレビ東京アナウンサー
- 1月15日 - 代永翼、声優
- 1月16日 - 山崎勇喜、陸上競技選手
- 1月16日 - 三星マナミ、元子役タレント、プロスキーヤー
- 1月16日 - 増田隆之、声優
- 1月17日 - 池田一真、お笑い芸人（しずる）
- 1月18日 - 長谷部誠、サッカー選手
- 1月19日 - 加藤未央、アイドル、スポーツキャスター
- 1月19日 - エル上田、お笑い芸人（エル・カブキ）
- 1月20日 - 柏木美里、レースクイーン
- 1月21日 - ダイス、お笑い芸人
- 1月22日 - 馬場憂太、サッカー選手
- 1月23日 - 三輪正義、プロ野球選手
- 1月23日 - 大野忍、女子サッカー選手
- 1月24日 - 大島由香里、フリーアナウンサー
- 1月24日 - 枢やな、漫画家
- 1月25日 - 石崎徹、政治家
- 1月25日 - 皆藤愛子、お天気キャスター
- 1月25日 - 野田澤彩乃、将棋士
- 1月25日 - 河本太、お笑いタレント（ウエストランド）
- 1月25日 - 瀧川鯉斗、落語家
- 1月25日 - 福岡春菜、卓球選手
- 1月25日 - 山田幸美、フリーアナウンサー
- 1月26日 - バービー、お笑い芸人（フォーリンラブ）
- 1月26日 - 岡村真美子、気象予報士・ピアニスト
- 1月27日 - 楠城祐介、プロ野球選手
- 1月28日 - 下田圭将、元大相撲力士
- 1月28日 - 布川ひろき、お笑い芸人（トム・ブラウン）
- 1月29日 - 齋藤達則、野球選手
- 1月29日 - 川西賢志郎、お笑い芸人（元和牛）
- 1月30日 - 会田有志、プロ野球選手
- 1月30日 - 葛岡碧、ファッションモデル
- 1月30日 - 琴奨菊和弘、元大相撲力士
- 1月30日 - 橋本真実、女優、タレント
- 1月31日 - 内田和也、プロ野球選手
- 1月31日 - 三志郎、マジシャン
- 1月31日 - 阿覧欧虎、元大相撲力士
- 1月31日 - 国木剛太、プロ野球選手

### 2月
- 2月1日 - 綿矢りさ、小説家
- 2月1日 - 石内奈々絵、将棋士
- 2月1日 - 須江篤史、ミュージシャン（AJISAI）
- 2月2日 - 宮地真緒、女優
- 2月3日 - まぁこ、お笑い芸人
- 2月3日 - 白井絵莉、グラビアアイドル、女優
- 2月3日 - 斉藤里恵、ホステス、作家
- 2月4日 - 光龍忠晴、元大相撲力士
- 2月4日 - 豊田圭史、野球選手
- 2月6日 - 森田恭平、ラグビー選手
- 2月6日 - 直川公俊、サッカー選手
- 2月7日 - 真田裕貴、プロ野球選手
- 2月7日 - 高木梓、タレント
- 2月8日 - 平井沙知、グラビアアイドル
- 2月8日 - 平間樹里、声優
- 2月9日 - 中島崇典、サッカー選手
- 2月9日 - 松鳳山裕也、元大相撲力士
- 2月9日 - 牧野紗弥、ファッションモデル
- 2月10日 - 来栖りお、元AV女優
- 2月11日 - 出水麻衣、TBSアナウンサー
- 2月11日 - 深山ジュン、グラビアアイドル
- 2月11日 - 一ノ瀬カレン、AV女優
- 2月12日 - 田辺裕信、騎手
- 2月12日 - 川辺菜月、タレント
- 2月13日 - 池端忍、ファッションモデル
- 2月14日 - 鈴木規郎、サッカー選手
- 2月14日 - 木村雅、俳優
- 2月16日 - 五十嵐雄祐、騎手
- 2月16日 - yumi、フルート奏者
- 2月17日 - 鎌苅健太、俳優
- 2月17日 - 内藤のび太、総合格闘家
- 2月18日 - 五十畑迅人、俳優
- 2月18日 - 今枝宗一郎、政治家
- 2月18日 - 今宿まこと、元AV女優
- 2月19日 - 秋葉勝、サッカー選手
- 2月19日 - 福田淳子、レースクイーン
- 2月19日 - 西美香、チューリップテレビアナウンサー
- 2月20日 - 小出恵介、俳優
- 2月20日 - 矢部美希、グラビアアイドル
- 2月21日 - 香里奈、女優、ファッションモデル
- 2月21日 - 仁平裕子、女優
- 2月21日 - 国枝慎吾、車いすテニス選手
- 2月22日 - 柴田あゆみ、歌手（元メロン記念日）
- 2月22日 - 佐藤祐基、俳優
- 2月22日 - 庄司ゆうこ、グラビアアイドル
- 2月23日 - 丸居沙矢香、レースクイーン
- 2月23日 - 高橋真唯、タレント
- 2月23日 - 清水沙映、女優
- 2月24日 - 松永浩典、プロ野球選手
- 2月24日 - 松坂紗良、タレント
- 2月24日 - 若荒雄匡也、元大相撲力士
- 2月25日 - 安藤亜実、舞台女優
- 2月25日 - 松本若菜、女優
- 2月25日 - 尾崎亜衣、女優
- 2月25日 - 尾崎由衣、女優
- 2月25日 - 越智志帆、ミュージシャン（Superfly）
- 2月25日 - 草野華余子、シンガーソングライター、作詞家、作曲家
- 2月26日 - 岡田さな、元AV女優
- 2月26日 - 小林高也、プロ野球選手
- 2月27日 - 宮尾俊太郎、バレエダンサー
- 2月28日 - 星野加奈、タレント
- 2月29日 - 吉岡聖恵、歌手（いきものがかり）
- 2月29日 - 今井りか、ファッションモデル、タレント

### 3月
- 3月2日 - 茂木弘人、サッカー選手
- 3月3日 - 東條加那子、声優
- 3月3日 - 月本えり、ファッションモデル
- 3月3日 - 桐野澪、グラビアアイドル、タレント、漫画家
- 3月3日 - 吉沢明歩、タレント、元AV女優
- 3月4日 - 岩村愛子、声優
- 3月5日 - 渡香奈、ファッションモデル
- 3月5日 - ランボー宏輔、総合格闘家
- 3月6日 - ベッキー、タレント
- 3月6日 - 山根和馬、俳優
- 3月6日 - 宮島里奈、お笑い芸人（マンゴスティン）
- 3月7日 - 華彩なな、タレント
- 3月7日 - 南波杏、元AV女優
- 3月8日 - 中川愛海、タレント
- 3月8日 - 平野佳寿、プロ野球選手
- 3月8日 - 山田恵里、ソフトボール選手
- 3月8日 - 西山麗、ソフトボール選手
- 3月8日 - 林さやか、タレント
- 3月9日 - 徳重健太、サッカー選手
- 3月10日 - 川奈栞、グラビアアイドル
- 3月10日 - 桃瀬ツカサ、タレント
- 3月11日 - 土屋アンナ、ファッションモデル、女優
- 3月12日 - 杉野希妃、女優
- 3月13日 - 喜屋武ちあき、グラビアアイドル
- 3月13日 - 南里侑香、声優
- 3月13日 - 廣瀬浩二、サッカー選手
- 3月15日 - 杉田沙緒里、グラビアアイドル
- 3月15日 - 深井瞬、テレビ新広島アナウンサー
- 3月16日 - 高見こころ、タレント
- 3月17日 - 岡本亮、お笑い芸人（湘南デストラーデ）
- 3月18日 - 守田菜生、女優
- 3月20日 - 野村佑香、女優
- 3月20日 - 後藤淳平、お笑い芸人（ジャルジャル）
- 3月21日 - 大森玲子、女性タレント
- 3月21日 - 加藤良輔、俳優
- 3月22日 - 八十島、お笑い芸人（2700）
- 3月24日 - 藤本淳吾、サッカー選手
- 3月24日 - 伊藤実華、女優
- 3月24日 - 安田良子、女優
- 3月25日 - 伊藤裕一、俳優、脚本家、演出家、モデル
- 3月26日 - 笹岡樹里、フリーアナウンサー
- 3月28日 - 矢島卓郎、サッカー選手
- 3月28日 - 天海麗、AV女優
- 3月28日 - Metis、レゲエシンガーソングライター
- 3月28日 - 安田良子、タレント
- 3月29日 - 里田まい、歌手（カントリー娘。、Pabo）
- 3月30日 - こまつ、芸人、アーティスト、編曲家
- 3月31日 - 山口愛実、グラビアアイドル
- 3月31日 - 田久保賢植、野球選手

### 4月
- 4月1日 - 神田咲実、ファッションモデル
- 4月1日 - 近藤さや香、歌手・キャスター（元SDN48）
- 4月2日 - 今井正人、陸上選手
- 4月2日 - 鈴木茜、タレント
- 4月2日 - 西川明、元プロ野球選手
- 4月2日 - 水上剣星、俳優
- 4月3日 - 石橋脩、騎手
- 4月3日 - 藤本淳史、お笑い芸人（田畑藤本）
- 4月4日 - 溝口大樹、元プロ野球選手
- 4月4日 - 星野真澄、元プロ野球選手
- 4月5日 - 猛虎浪栄、元大相撲力士
- 4月5日 - 清野紗耶香、タレント
- 4月5日 - 中里真美、タレント
- 4月5日 - 矢野貴章、サッカー選手
- 4月5日 - 地獄のミサワ、漫画家
- 4月6日 - 粟生隆寛、プロボクサー
- 4月6日 - 瀬尾秋子、グラビアアイドル
- 4月6日 - 川保麻弥、野球選手
- 4月7日 - 島袋寛子、歌手（SPEED）
- 4月7日 - 十文字ゆりか、お笑い芸人、催眠術師
- 4月7日 - 伊藤舞、福岡放送アナウンサー
- 4月7日 - 上田慎一郎、映画監督
- 4月8日 - 峰えりか、ファッションモデル
- 4月9日 - 山浦麻葉、カーリング選手
- 4月10日 - 上原あずみ、歌手
- 4月10日 - 金刃憲人、元プロ野球選手
- 4月10日 - 田畑祐一、お笑い芸人（田畑藤本）
- 4月10日 - 吉田正樹、サッカー選手
- 4月11日 - 廣田遥、トランポリン選手
- 4月12日 - 松本高明、元プロ野球選手
- 4月12日 - 石井明日香、女優
- 4月12日 - 佐藤彩、北海道放送アナウンサー
- 4月13日 - 高橋弘篤、スケルトン選手
- 4月13日 - 水嶋ヒロ、俳優
- 4月14日 - 日馬富士公平、大相撲第70代横綱
- 4月14日 - 三浦孝太、俳優
- 4月14日 - 鈴之助、俳優
- 4月16日 - 湯浅将平、ミュージシャン（Base Ball Bear）
- 4月16日 - 大原秉秀、元プロ野球選手
- 4月17日 - 大久保裕樹、サッカー選手
- 4月18日 - 鈴木健太、元毎日放送アナウンサー
- 4月18日 - IKE、歌手（SPYAIR）
- 4月19日 - 美紗央、女優
- 4月20日 - 宇賀那健一、俳優
- 4月21日 - 大翔湖友樹、元大相撲力士
- 4月21日 - 中村光、漫画家
- 4月22日 - 中井みちえ、女優、タレント
- 4月22日 - 菊原まどか、元AV女優
- 4月23日 - 清水誉、元プロ野球選手
- 4月23日 - 湯本史寿、スキージャンプ選手
- 4月23日 - 久保山知洋、俳優
- 4月23日 - 川元由香、タレント
- 4月23日 - 立野翔、ミュージシャン（R.O.B）
- 4月23日 - 熨斗弓子、元奈良テレビ放送アナウンサー
- 4月23日 - 渡辺明、将棋棋士
- 4月23日 - MARI、グラビアアイドル
- 4月24日 - 高橋マリ子、ファッションモデル
- 4月24日 - 福下恵美、女優、タレント
- 4月25日 - 林智美、タレント
- 4月25日 - 田中伸彦、俳優
- 4月25日 - 篠原真衣、女優、ファッションモデル
- 4月25日 - 井上佳奈、ミュージカル俳優
- 4月25日 - 野川恵里、女優、ファッションモデル
- 4月26日 - 東島悠起、俳優
- 4月27日 - 村上佑介、サッカー選手
- 4月27日 - 下松小百合、元鹿児島テレビ放送アナウンサー
- 4月27日 - 瀬田ハルヒ、漫画家
- 4月27日 - 大将、お笑い芸人（スーパーニュウニュウ）
- 4月27日 - 吉田尚、お笑い芸人（湘南デストラーデ）
- 4月28日 - 豊永利行、俳優、声優
- 4月28日 - 和泉杏、お笑い芸人（ハルカラ）
- 4月28日 - 平野進也、野球選手
- 4月30日 - 高井七海、元AV女優

### 5月
- 5月1日 - 小山慶一郎、タレント（NEWS）
- 5月1日 - 前田海嘉、元テレビ東京アナウンサー
- 5月2日 - 福井慶仁、フジテレビアナウンサー
- 5月2日 - 近賀ゆかり、サッカー選手
- 5月3日 - 田村領平、元プロ野球選手
- 5月3日 - 菅野孝憲、サッカー選手
- 5月3日 - 相沢夢、AV女優
- 5月4日 - 港家小ゆき　浪曲師
- 5月5日 - 金澤岳、プロ野球選手
- 5月5日 - 井上美琴、モデル、女優
- 5月5日 - 丹蔵隆浩、元大相撲力士
- 5月6日 - 堀友理子、フリーアナウンサー
- 5月7日 - 神戸みゆき、アイドル（+ 2008年）
- 5月7日 - 筧裕次郎、元プロ野球選手
- 5月7日 - 末廣潤、バスケットボール選手
- 5月7日 - 松尾光次、ミュージシャン、俳優
- 5月7日 - 香山碧、タレント
- 5月8日 - 井尚美、グラビアアイドル
- 5月8日 - 山本山龍太、元大相撲力士
- 5月8日 - 堀恭子、元新潟総合テレビアナウンサー
- 5月9日 - 平原綾香、歌手
- 5月9日 - 丸山純、レースクイーン
- 5月9日 - 村山慈明、棋士
- 5月10日 - 石川香織、政治家
- 5月11日 - 澤田友美、ファッションモデル
- 5月11日 - SHELLY、タレント
- 5月12日 - 高久順、バスケットボール選手
- 5月13日 - より子、シンガーソングライター
- 5月13日 - 瞳れん、AV女優
- 5月13日 - 德真鵬元久、元大相撲力士
- 5月14日 - 石井智也、俳優
- 5月14日 - 大井健太郎、サッカー選手
- 5月14日 - 高橋良輔、俳優
- 5月15日 - 清水貴之、プロ野球選手
- 5月16日 - 中島ファラン一生、サッカー選手
- 5月17日 - 伊﨑右典、FLAMEメンバー
- 5月17日 - 伊﨑央登、FLAMEメンバー
- 5月17日 - 生野陽子、フジテレビアナウンサー
- 5月17日 - 寺田桜子、カーリング選手
- 5月17日 - 川村恵里加、ミュージシャン（元Whiteberry）
- 5月18日 - 桜井せな、タレント
- 5月18日 - 原拓也、元プロ野球選手
- 5月18日 - 黒崎リコ、レースクイーン
- 5月18日 - 春日伸介、元プロ野球選手
- 5月20日 - 石原加奈子、お笑い芸人（ジェシカ）
- 5月20日 - 宇都格、元プロ野球選手
- 5月20日 - 大山百合香、歌手
- 5月20日 - 平野良、俳優
- 5月21日 - 藤原里瑛、テレビ信州アナウンサー
- 5月21日 - 板井麻衣子、ファッションモデル
- 5月21日 - 石田淳也、プロ野球選手
- 5月22日 - 原千尋、AV女優
- 5月23日 - 河村聖子、バレーボール選手
- 5月23日 - 松岡恵望子、女優
- 5月23日 - 松岡璃奈子、女優
- 5月26日 - 高松あい、タレント
- 5月27日 - 鹿内美沙、フリーアナウンサー
- 5月27日 - 坂詰美紗子、シンガー・ソングライター
- 5月28日 - 若槻千夏、タレント
- 5月28日 - 佐野秀匡、競泳選手
- 5月29日 - 藤井彩、AV女優
- 5月31日 - 成岡翔、サッカー選手
- 5月31日 - 土岐田麗子、ファッションモデル
- 5月31日 - 瀬間仲ノルベルト、元プロ野球選手
- 5月31日 - かすみりさ、AV女優

### 6月
- 6月1日 - 美神ルナ、AV女優
- 6月2日 - 尾崎匡哉、元プロ野球選手
- 6月2日 - 兼崎健太郎、俳優
- 6月2日 - 谷本育実、柔道選手
- 6月2日 - 花音、歌手、タレント
- 6月2日 - リリー、お笑い芸人 (見取り図）
- 6月2日 - 佐藤るり、AV女優
- 6月3日 - 矢野喬子、女子サッカー選手
- 6月4日 - 半田健人、俳優
- 6月4日 - 太田敦也、バスケットボール選手
- 6月4日 - 紅月ルナ、AV女優
- 6月4日 - 伊藤博樹、芸人
- 6月5日 - 隠善智也、元プロ野球選手
- 6月5日 - 伽奈、ファッションモデル
- 6月5日 - 西端さおり、元タレント
- 6月5日 - 愛里、タレント
- 6月5日 - 坪内瞳、野球選手
- 6月6日 - 天宮まなみ、AV女優
- 6月6日 - ゴールデン小雪、グラビアアイドル
- 6月6日 - 滝本沙奈、フリーアナウンサー
- 6月6日 - 高橋圭子、元岡山放送アナウンサー
- 6月7日 - 将司昂親、元大相撲力士
- 6月7日 - 牧田哲也、俳優（D-BOYS）
- 6月7日 - 若葉かおり、元AV女優
- 6月8日 - 大塚淳、元プロ野球選手
- 6月8日 - 辰巳ゆい、AV女優
- 6月9日 - 大谷咲子、ファッションモデル
- 6月10日 - 長田昌浩、元プロ野球選手
- 6月12日 - 桂亜沙美、タレント
- 6月12日 - 川島茉樹代、歌手
- 6月12日 - 今野陽佳、タレント
- 6月12日 - 秦れい、ファッションモデル
- 6月12日 - 鈴木理香子、フリーアナウンサー
- 6月12日 - 杉山恭子、元モデル
- 6月13日 - 伊調馨、アマチュアレスリング選手
- 6月13日 - 山本匠晃、TBSアナウンサー
- 6月13日 - 松木里菜、女優
- 6月14日 - 吉村裕基、プロ野球選手
- 6月14日 - 平野由実、ファッションモデル
- 6月15日 - ミムラ、女優
- 6月15日 - 汐崎アイル、ファッションモデル、俳優
- 6月16日 - 中島裕希、サッカー選手
- 6月16日 - 宮坂絵美里、ファッションモデル
- 6月16日 - 飛天龍貴信、元大相撲力士
- 6月18日 - 今村翔吾、作家
- 6月18日 - 辻あゆみ、声優
- 6月18日 - 藤間宇宙、俳優
- 6月19日 - 大山加奈、バレーボール選手
- 6月19日 - 早坂圭介、元プロ野球選手
- 6月19日 - 玉乃淳、サッカー選手
- 6月20日 - 鬼龍院翔、ミュージシャン（ゴールデンボンバー）
- 6月20日 - 堂野浩久、メ〜テレアナウンサー
- 6月20日 - 原更紗、AV女優
- 6月21日 - 真柄佳奈子、タレント
- 6月21日 - 西崎彩、ファッションモデル
- 6月21日 - 小春、AV女優
- 6月22日 - 武山真吾、プロ野球選手
- 6月22日 - 菅谷徹、バスケットボール選手
- 6月22日 - 萬代裕子、フリーアナウンサー
- 6月22日 - 小野友樹、声優
- 6月23日 - 松田丈志、競泳選手
- 6月23日 - 石坂ちなみ、タレント
- 6月23日 - 青柳愛、フリーアナウンサー
- 6月25日 - 高井雄平、プロ野球選手
- 6月25日 - 米元響子、ヴァイオリニスト
- 6月25日 - 蟹沢可名、フードファイター、グラビアアイドル
- 6月26日 - 横山徹也、元プロ野球選手
- 6月26日 - 大原淳也、プロ野球選手
- 6月26日 - 増井浩俊、プロ野球選手
- 6月26日 - 巻佑樹、サッカー選手
- 6月26日 - 多和田えみ、歌手
- 6月27日 - 小川友佳、元フリーアナウンサー
- 6月27日 - 澤本華世子、タレント
- 6月28日 - ミユキ、シンガーソングライター
- 6月29日 - 大引啓次、元プロ野球選手
- 6月29日 - 岩隈隆士、バスケットボール選手
- 6月30日 - 上園啓史、元プロ野球選手
- 6月30日 - 越川優、バレーボール選手

### 7月
- 7月1日 - 板橋駿谷、俳優
- 7月2日 - 藤井リナ、ファッションモデル
- 7月2日 - 長島☆自演乙☆雄一郎、プロキックボクサー
- 7月2日 - 持田あき、漫画家
- 7月3日 - 松本哲也、元プロ野球選手、野球指導者
- 7月3日 - 吉岡蓮、グラビアアイドル
- 7月3日 - 岡田真由香、AV女優
- 7月3日 - 花村怜美、女優
- 7月3日 - MEW、AV女優
- 7月3日 - 沢井真帆、AV女優
- 7月4日 - 赤西仁、元KAT-TUN
- 7月4日 - 吉田圭、プロ野球選手
- 7月4日 - カズレーザー、お笑い芸人 (メイプル超合金)
- 7月4日 - 吉竹史、フリーアナウンサー
- 7月5日 - 山田優、ファッションモデル、女優
- 7月5日 - 後藤梨花、グラビアアイドル
- 7月6日 - 今浪隆博、プロ野球選手
- 7月6日 - 岡田幸文、プロ野球選手
- 7月6日 - 石崎巧、バスケットボール選手
- 7月6日 - 五郎丸亮、ラグビー選手
- 7月7日 - 伊藤陽佑、俳優
- 7月7日 - 原田夏希、女優
- 7月7日 - 坂口智隆、プロ野球選手
- 7月7日 - 野本圭、プロ野球選手
- 7月7日 - 永島さや佳、アイドル芸人（魔女っこ）
- 7月7日 - 一色あずさ、AV女優
- 7月8日 - 田代沙織、タレント
- 7月9日 - 滴草由実、歌手
- 7月9日 - 高市俊、プロ野球選手
- 7月9日 - 清水依与吏、back numberボーカル
- 7月10日 - 田中圭、俳優
- 7月10日 - 水谷桃、元AV女優
- 7月10日 - 七條祐樹、プロ野球選手
- 7月11日 - 日向瞳、女優
- 7月11日 - 美崎悠、ファッションモデル
- 7月11日 - 中村優子、元北海道文化放送アナウンサー
- 7月11日 - 田宮賢太朗、元俳優
- 7月11日 - 青木玲、AV女優
- 7月11日 - 日向瞳、タレント
- 7月12日 - 南條愛乃、声優
- 7月12日 - 永岡歩、CBCテレビアナウンサー
- 7月13日 - 吉田仁美、女優、声優、歌手
- 7月13日 - 栗原あゆみ、女子プロレスラー
- 7月14日 - 本田真歩、ファッションモデル
- 7月15日 - 森岡良介、プロ野球選手
- 7月15日 - 椿姫彩菜、ファッションモデル
- 7月16日 - 下田隼成、レーシングドライバー
- 7月17日 - あさみ、歌手（元カントリー娘。）
- 7月18日 - 髙平慎士、陸上選手
- 7月18日 - 松岡正海、騎手
- 7月18日 - 宮本賢、元プロ野球選手、犯罪者
- 7月20日 - 佐野泰臣、俳優
- 7月20日 - 山口まゆ、AV女優
- 7月20日 - 鈴木涼子、タレント
- 7月22日 - 大津貴子、歌手
- 7月22日 - 松本美千穂、女優
- 7月23日 - 庄司麻衣、女優
- 7月23日 - 板東愛、声優
- 7月24日 - hiroko、歌手（mihimaru GT）
- 7月24日 - 大原はじめ、プロレスラー
- 7月24日 - 片山千恵子、NHKアナウンサー
- 7月25日 - 成迫健児、陸上選手
- 7月25日 - 保志光信一、元大相撲力士
- 7月26日 - 関清香、ファッションモデル
- 7月26日 - 丘みどり、演歌歌手
- 7月27日 - 西岡剛、プロ野球選手
- 7月27日 - 加納督大、バスケットボール選手
- 7月27日 - 神谷美伽、グラビアアイドル
- 7月28日 - 伊藤かな、タレント
- 7月28日 - 北川友紀、シンガーソングライター
- 7月28日 - 伊藤なつ、元タレント
- 7月28日 - 阿南徹、元プロ野球選手
- 7月29日 - 山崎誠士、騎手
- 7月30日 - 加藤大平、ノルディック複合選手
- 7月30日 - 渡辺奈緒子、女優
- 7月30日 - 阿久根裕子、女優
- 7月30日 - 木村良平、声優
- 7月30日 - 小川美佳、ものまねタレント
- 7月31日 - 栗原恵、元バレーボール選手
- 7月31日 - 岡村麻純、タレント

### 8月
- 8月1日 - 坂本雅幸、太鼓奏者
- 8月1日 - 渡辺大、俳優
- 8月1日 - 長谷川武、バスケットボール選手
- 8月2日 - 石渡奈緒美、歌手、タレント
- 8月3日 - 荒木絵里香、バレーボール選手
- 8月3日 - 近藤綾子、女優
- 8月4日 - 上野亮、俳優
- 8月4日 - 田中涼子、タレント
- 8月5日 - 池田剛基、プロ野球選手
- 8月5日 - 鈴木しおり、メ〜テレアナウンサー
- 8月5日 - 青山菜々、AV女優
- 8月5日 - 穴井隆将、柔道家
- 8月6日 - 夏目三久、フリーアナウンサー
- 8月6日 - 片山文男、プロ野球選手
- 8月6日 - 水出大介、騎手
- 8月6日 - 黒木なつみ、ファッションモデル
- 8月7日 - 井上貴博、TBSアナウンサー
- 8月8日 - 橋本マナミ、グラビアアイドル
- 8月8日 - 長峰昌司、元プロ野球選手
- 8月8日 - 篠原もえ、元AV女優
- 8月9日 - 岩崎千明、フリーアナウンサー
- 8月9日 - 小倉遥、グラビアアイドル、女優
- 8月9日 - 常夏みかん、元AV女優
- 8月9日 - 古川高晴、アーチェリー選手
- 8月9日 - 堀井沙織、グラビアアイドル
- 8月9日 - 山本里奈、レースクイーン
- 8月10日 - 速水もこみち、俳優
- 8月12日 - あいだゆあ、AV女優
- 8月12日 - 江口亮輔、プロ野球選手
- 8月12日 - 友利健哉、バスケットボール選手
- 8月13日 - 野村恵里、タレント
- 8月14日 - 石原直樹、サッカー選手
- 8月15日 - 沼尻沙弥香、グラビアアイドル
- 8月15日 - 古川枝里子、CBCテレビアナウンサー
- 8月15日 - 丸山聡美、山陰放送アナウンサー
- 8月16日 - 市原孝行、元大相撲力士
- 8月16日 - 宮地奈々、元AV女優
- 8月17日 - 吉野みづほ、歌手（スタイリッシュハート）
- 8月18日 - 長田勝、プロ野球選手
- 8月18日 - 坊農さやか、ファッションモデル
- 8月19日 - 浅間敬太、プロ野球選手
- 8月19日 - 青木良太、サッカー選手
- 8月20日 - 森山未來、俳優
- 8月20日 - 菊池俊夫、プロ野球選手
- 8月20日 - 風香、元女子プロレスラー
- 8月21日 - 内山雄介、プロ野球選手
- 8月21日 - 金井愛砂美、女優
- 8月21日 - arie、歌手
- 8月22日 - 森田智己、競泳選手
- 8月23日 - 古川小百合、ファッションモデル
- 8月24日 - 瀬畑茉有子、ファッションモデル
- 8月24日 - 内村圭宏、サッカー選手
- 8月25日 - 森花子、NHKアナウンサー
- 8月25日 - 小川佳純、サッカー選手
- 8月25日 - 海川ひとみ、グラビアアイドル
- 8月25日 - 次原かな、グラビアアイドル
- 8月25日 - 米本紗弥香、読者モデル
- 8月26日 - 池田麻美、青森テレビアナウンサー
- 8月28日 - 工藤浩平、サッカー選手
- 8月28日 - 中村光宏、フジテレビアナウンサー
- 8月28日 - 上條麻里奈、 フリーアナウンサー
- 8月28日 - 中西雅樹、プロゴルファー
- 8月29日 - 畑中香保里、熊本県民テレビアナウンサー
- 8月30日 - 山内麻美、ファッションモデル、タレント
- 8月30日 - 山本光将、元プロ野球選手
- 8月30日 - 星野涼子、タレント
- 8月31日 - 石川愛理、女優
- 8月31日 - 金城アンナ、元AV女優

### 9月
- 9月1日 - 平岡祐太、俳優
- 9月1日 - 山脇佳奈、体操選手
- 9月3日 - 丹野友美、タレント
- 9月3日 - 柳川明子、北日本放送アナウンサー
- 9月5日 - 上條倫子、NHKアナウンサー
- 9月5日 - 郭智博、俳優
- 9月5日 - 添田豪、テニス選手
- 9月5日 - Nao.、AV女優
- 9月6日 - 廣田裕司、秋田放送アナウンサー
- 9月7日 - 大久保麻理子、グラビアアイドル・タレント
- 9月8日 - 阿部健太、元プロ野球選手
- 9月8日 - 酒本憲幸、サッカー選手
- 9月9日 - 飯沢もも、AV女優
- 9月9日 - 菊地正法、プロ野球選手
- 9月9日 - samfree、音楽家・ボカロP（+ 2015年）
- 9月9日 - 涼果りん、AV女優
- 9月9日 - 谷桃子、グラビアアイドル・タレント
- 9月9日 - 山木正博、野球選手
- 9月10日 - 大前力也 、元プロキックボクサー（Krush）
- 9月10日 - 里美ゆりあ、AV女優
- 9月10日 - 若林翔子、女優
- 9月11日 - 安田章大、アイドル（SUPER EIGHT）
- 9月12日 - 松本まりか、女優
- 9月12日 - 横川雄介、プロ野球選手
- 9月13日 - 澤屋敷純一、格闘家
- 9月14日 - 竹田基起、メ〜テレアナウンサー
- 9月14日 - 早瀬英里奈、女優
- 9月15日 - 正中岳城、バスケットボール選手
- 9月15日 - 石井寛子、レースクイーン
- 9月16日 - 中野涼子、元アナウンサー
- 9月17日 - 阿部佑宇、バスケットボール選手
- 9月17日 - 江上敬子、お笑い芸人（ニッチェ）
- 9月17日 - 岡田優介、バスケットボール選手
- 9月17日 - 円谷英俊、プロ野球選手
- 9月17日 - もりちえみ、タレント
- 9月18日 - 菊地ゆうみ、声優
- 9月18日 - 中原理菜、テレビ熊本アナウンサー
- 9月18日 - 松下圭太、プロ野球選手
- 9月18日 - 水城奈緒、AV女優
- 9月18日 - 森田泉美、タレント
- 9月19日 - 服部美貴、グラビアアイドル
- 9月19日 - 吉見一起、プロ野球選手
- 9月19日 - 田中直樹、元プロ野球選手
- 9月19日 - 佐倉紗織、歌手
- 9月19日 - 雨坪春菜、レースクイーン
- 9月20日 - 高野和馬、騎手
- 9月20日 - 高木里代子、ジャズピアニスト
- 9月21日 - 中郷大樹、プロ野球選手
- 9月21日 - 菅井直樹、サッカー選手
- 9月21日 - 三塚優子、プロゴルファー
- 9月22日 - 新城幸也、自転車競技選手
- 9月22日 - 中山真見、読者モデル・保険代理店経営
- 9月22日 - 佐伯三貴、プロゴルファー
- 9月22日 - 城戸あやか、AV女優
- 9月23日 - 長谷川ちひろ、AV女優
- 9月23日 - 相川友希、タレント、元レースクイーン（元SDN48）
- 9月24日 - 二宮歩美、タレント
- 9月25日 - 小泉絵美子、ファッションモデル
- 9月25日 - 氏田朋子、元CBCテレビアナウンサー
- 9月25日 - 松田園子、ファッションモデル
- 9月26日 - 門脇聡子、お笑い芸人（ジェシカ）
- 9月27日 - 永井怜、元プロ野球選手
- 9月27日 - 山口美沙、タレント、元てれび戦士
- 9月27日 - 竹井美咲、フジテレビ社員、元タレント
- 9月27日 - Motoka、レースクイーン
- 9月28日 - 若乃島史也、元大相撲力士
- 9月29日 - 下山学、プロ野球選手
- 9月29日 - 峰なゆか、元AV女優、フリーライター
- 9月29日 - 小峰由衣、AV女優
- 9月30日 - 中谷翼、プロ野球選手
- 9月30日 - 石出奈々子、お笑いタレント

### 10月
- 10月1日 - 皆川佑馬、俳優
- 10月2日 - 柴田将士、俳優
- 10月2日 - 小林俊、俳優
- 10月3日 - 谷澤達也、サッカー選手
- 10月3日 - 小宮山尊信、サッカー選手
- 10月3日 - 浅野光、グラビアアイドル
- 10月4日 - 八田亜矢子、タレント
- 10月4日 - 松原大典、声優
- 10月4日 - 林マオ、読売テレビアナウンサー
- 10月5日 - 阿部祐大朗、サッカー選手
- 10月5日 - 魚住優、NHKアナウンサー
- 10月7日 - 生田斗真、タレント（ジャニーズJr.）
- 10月7日 - 加藤和樹、俳優
- 10月7日 - 夏目みな美、CBCテレビアナウンサー
- 10月8日 - 松川リン、女優
- 10月8日 - 井上聡人、バスケットボール選手
- 10月8日 - 興梠裕子、元テレビ宮崎アナウンサー
- 10月9日 - 須黒清華、テレビ東京アナウンサー
- 10月9日 - 西居幸恵、グラビアアイドル
- 10月10日 - 栗山千明、女優
- 10月10日 - 細貝圭、俳優
- 10月10日 - 前原あい、グラビアアイドル
- 10月10日 - 斎藤裕美、フリーアナウンサー
- 10月11日 - 森本さやか、グラビアアイドル・タレント
- 10月11日 - 工藤亜耶、タレント
- 10月11日 - 北村真平、朝日放送アナウンサー
- 10月13日 - misono、歌手（元day after tomorrow）
- 10月14日 - 天鎧鵬貴由輝、元大相撲力士
- 10月15日 - 太田彩乃、タレント
- 10月15日 - 中村優、モデル・レースクイーン
- 10月15日 - 花井美理、グラビアアイドル
- 10月15日 - 西尾佳、元長野放送アナウンサー
- 10月15日 - 村上、お笑い芸人（マヂカルラブリー）
- 10月16日 - 徳澤直子、ファッションモデル
- 10月16日 - 優木紗和、元タレント
- 10月17日 - 臼田あさ美、タレント
- 10月18日 - 大崎雄太朗、プロ野球選手
- 10月18日 - 川崎亜沙美、女子プロレスラー
- 10月19日 - 栂野雅史、プロ野球選手
- 10月19日 - 井坂亮平、プロ野球選手
- 10月19日 - 藤田咲、声優
- 10月19日 - 森木美和、レースクイーン
- 10月20日 - 長谷実果、元歌手
- 10月20日 - 高田あゆみ、ファッションモデル
- 10月21日 - 道端ジェシカ、ファッションモデル
- 10月22日 - 関根麻里、タレント
- 10月22日 - 浅尾拓也、プロ野球選手
- 10月22日 - 大木瞳美、山形放送アナウンサー
- 10月22日 - 堀田奈津水、タレント、元気象キャスター
- 10月24日 - 木村カエラ、ファッションモデル・歌手
- 10月24日 - 浅香友紀、タレント
- 10月24日 - 泉正義、元プロ野球選手
- 10月25日 - 深町亮介、元プロ野球選手
- 10月25日 - 関谷名加、テレビ山口アナウンサー
- 10月26日 - 吉野ももみ、タレント・お笑い芸人
- 10月26日 - 中山可那子、元福島中央テレビアナウンサー
- 10月31日 - 櫻井嘉実、プロ野球選手
- 10月31日 - 今村雄太、ラグビー選手
- 10月31日 - 赤羽根健治、声優

### 11月
- 11月1日 - 仁科仁美、タレント
- 11月1日 - 清家康広、熊本県民テレビアナウンサー
- 11月2日 - 坂本祐祈、女優、元フリーアナウンサー
- 11月3日 - 錦戸亮、アイドル、歌手、俳優（元NEWS、元関ジャニ∞）
- 11月3日 - 福井未菜、タレント
- 11月3日 - 江辺香織、プロポケットビリヤード選手
- 11月4日 - 工藤こずえ、タレント
- 11月5日 - 肥後ノ城政和、元大相撲力士
- 11月6日 - 大谷秀和、サッカー選手
- 11月6日 - 狩野亜由美、ソフトボール選手
- 11月7日 - 糸数敬作、元プロ野球選手
- 11月7日 - 千葉貴仁、サッカー選手
- 11月8日 - 三津谷葉子、グラビアアイドル
- 11月8日 - 三好絵梨香、歌手（元美勇伝）
- 11月8日 - 海野紀恵、山梨放送アナウンサー
- 11月8日 - 池原シーサー久美子、プロボクサー
- 11月9日 - えなりかずき、俳優
- 11月9日 - 城田純、俳優
- 11月9日 - 今江千佳、女優
- 11月10日 - 立花里子、元AV女優
- 11月10日 - NAOKI、ダンサー（EXILE）
- 11月10日 - 牧田和久、プロ野球選手
- 11月10日 - chori、詩人
- 11月11日 - 山下結穂、女優
- 11月12日 - 寺川綾、競泳選手
- 11月12日 - 田中俊也、サッカー選手
- 11月12日 - 河本光正、毎日放送アナウンサー
- 11月13日 - 樋口智透、声優
- 11月14日 - くどうこずえ、タレント
- 11月14日 - 坂本麻衣、レースクイーン
- 11月14日 - MOMIKEN、ベーシスト（SPYAIR）
- 11月16日 - 玉鷲一朗、大相撲力士
- 11月16日 - 豊響隆太、元大相撲力士
- 11月17日 - 佐藤めぐみ、女優
- 11月18日 - 千葉涼平、歌手（w-inds.）
- 11月18日 - 中原貴之、サッカー選手
- 11月18日 - GENKING、タレント[6]
- 11月19日 - 大隣憲司、プロ野球選手
- 11月19日 - 本多雄一、プロ野球選手
- 11月19日 - LUKE、ファッションモデル
- 11月19日 - 黒崎えりか、ファッションモデル
- 11月19日 - 桃咲あい、元AV女優
- 11月19日 - DOTAMA、ラッパー
- 11月20日 - 田村直也、サッカー選手
- 11月20日 - 目黒萌絵、カーリング選手
- 11月20日 - 山添拓、政治家
- 11月21日 - 山口剛史、カーリング選手
- 11月22日 - 川島壮雄、関西テレビアナウンサー
- 11月22日 - 後藤祐太、テレビ熊本アナウンサー
- 11月22日 - 下園辰哉、元プロ野球選手
- 11月24日 - 菊地直哉、サッカー選手
- 11月24日 - 岩科麻由子、元タレント
- 11月25日 - 鎌倉健、プロ野球選手
- 11月25日 - 古山かおり、TVQ九州放送アナウンサー
- 11月25日 - 松平寛未、フリーアナウンサー
- 11月25日 - 長島瑞穂、フリーアナウンサー
- 11月27日 - 橘田いずみ、声優
- 11月28日 - 山田尚子、アニメーター、テレビアニメ『けいおん!』監督
- 11月28日 - 吉井小百合、スピードスケート選手
- 11月28日 - 江坂透、元テレビ西日本アナウンサー
- 11月28日 - 上原留華、AV女優
- 11月29日 - 越川昌和、野球選手
- 11月30日 - 谷本安衣、女優
- 11月30日 - 竹野康治郎、元朝日放送アナウンサー

### 12月
- 12月1日 - 笹野鈴々音、女優
- 12月2日 - 松井宏次、プロ野球選手
- 12月3日 - 横川史学、プロ野球選手
- 12月3日 - 濱野雅慎、野球選手
- 12月3日 - 渡邉大剛、サッカー選手
- 12月3日 - 高井彰大、騎手
- 12月3日 - 長谷川真吾、歌手
- 12月3日 - 安部ちなつ、元AV女優
- 12月4日 - 岸孝之、プロ野球選手
- 12月4日 - 根岸麻衣、モデル
- 12月4日 - 湯元健一、レスリング選手
- 12月4日 - 井川あゆこ、タレント
- 12月5日 - 近藤祐介、サッカー選手
- 12月5日 - 青山周平、ロードレースライダー
- 12月6日 - 宇佐美友紀、タレント、元AKB48
- 12月6日 - 長野久義、プロ野球選手
- 12月6日 - 藤原時、お笑い芸人（藤崎マーケット）
- 12月6日 - 宮沢紗恵子、女優
- 12月6日 - 藤本仁以奈、元タレント
- 12月7日 - 花宮あみ、元AV女優
- 12月8日 - TAKAHIRO、歌手 （EXILE）
- 12月8日 - 南田雅昭、騎手
- 12月9日 - 小出祐介、ミュージシャン（Base Ball Bear）
- 12月9日 - 牧口真幸、声優
- 12月10日 - 田嶋秀任、元タレント
- 12月10日 - 大滝若菜、歌手
- 12月10日 - 佐々木渚紗、元AV女優
- 12月11日 - 加藤順大、サッカー選手
- 12月12日 - 平愛梨、女優
- 12月12日 - みずき紗英、AV女優
- 12月13日 - 嶋基宏、プロ野球選手
- 12月13日 - UZ、ギタリスト（SPYAIR）
- 12月13日 - 田中宣宗、ミュージカル俳優
- 12月14日 - 湯浅枝里子、女優
- 12月15日 - 馬場良馬、俳優
- 12月16日 - 武田のぞみ、アナウンサー
- 12月17日 - すわじゅんこ、シンガーソングライター
- 12月17日 - 白河理子、タレント
- 12月17日 - 高木和正、サッカー選手
- 12月17日 - ふくい舞、歌手
- 12月17日 - 大野幸人、俳優
- 12月18日 - 田中大輔、元プロ野球選手
- 12月18日 - 三津谷祐、陸上選手
- 12月18日 - 矢吹春奈、グラビアアイドル
- 12月18日 - 片瀬あき、AV女優
- 12月18日 - 中野美奈、AV女優
- 12月19日 - 大村彩子、タレント、女優
- 12月21日 - 中澤優子、グラビアアイドル
- 12月22日 - 長谷川勇也、プロ野球選手
- 12月22日 - 根占真伍、サッカー選手
- 12月22日 - 天衣みつ、AV女優
- 12月22日 - 荒木さやか、ファッションモデル、DJ
- 12月23日 - なちゅ、タレント（元SDN48）
- 12月23日 - ナダル、お笑い芸人（コロコロチキチキペッパーズ）
- 12月24日 - 大野恵、北海道テレビ放送アナウンサー
- 12月25日 - 市野瀬瞳、フリーアナウンサー
- 12月25日 - 古川枝里子、CBCテレビアナウンサー
- 12月25日 - 水沢里美、元ミュージシャン（元Whiteberry）
- 12月25日 - 佐田の富士哲博、元大相撲力士
- 12月26日 - 小島くるみ、タレント
- 12月26日 - 橋口侑佳、フリーアナウンサー
- 12月27日 - 一色れな、元AV女優
- 12月28日 - 岩﨑達郎、元プロ野球選手
- 12月28日 - ダイタク、お笑いコンビ
- 12月28日 - 今成佳奈、シンガーソングライター
- 12月28日 ‐ 稲田直樹、お笑い芸人（アインシュタイン）
- 12月29日 - みちお、お笑い芸人（トム・ブラウン）
- 12月30日 - 林真愛、モデル
- 12月31日 - 大網亜矢乃、タレント